# كأس الدنمارك 2011
كأس الدنمارك 2011 هو الموسم 57 من كأس الدنمارك ‏. أقيم خلال الفترة 26 مارس 2011 وحتى 5 أغسطس 2011، وأشرف على تنظيمه اتحاد جزر فارو لكرة القدم، وكان عدد الأندية المشاركة فيه 19، وفاز فيه ستريمور.